# Sugar Tax
Sugar Tax és el nom del novè disc (el vuitè de material nou) del grup anglès de pop electrònic Orchestral Manoeuvres in the Dark. Fou publicat al mes de maig del 1991.
Dos anys després de l'escissió de Paul Humphreys, Martin Cooper i Malcolm Holmes, Andrew McCluskey reaparegué amb la col·laboració dels músics Stuart Kershaw i Lloyd Massett per publicar un nou disc amb el nom d'OMD. Sugar Tax deixa enrere el so dels discos immediatament anteriors i recupera el so purament electrònic característic dels seus primers treballs (amb efectes corals inclosos), però fusionant-lo amb sonoritats de l'escena musical dance.
McCluskey recuperà l'èxit comercial amb Sugar Tax: els seus dos primers senzills -"Sailing on the seven seas" i "Pandora's Box", aquesta última dedicada a l'actriu Louise Brooks- arribaren al Top 10 britànic. El disc inclou, a més, una versió del tema "Neon lights", de Kraftwerk, possiblement la principal influència de McCluskey i Humphreys quan començaren a compondre música junts.

## Temes

### CDV 2648
1. Sailing on the seven seas (3,46)
2. Pandora's Box (4,09)
3. Then you turn away (4,16)
4. Speed of light (4,29)
5. Was it something I said (4,28)
6. Big town (4,18)
7. Call my name (4,22)
8. Apollo XI (4,09)
9. Walking on air (4,49)
10. Walk tall (3,53)
11. Neon lights (4,19)
12. All that glitters (4,06)

## Senzills
1. Sailing on the seven seas // Burning (18 de març de 1991)
2. Pandora's Box // All she wants is everything (24 de juny de 1991)
3. Then you turn away // Sugar tax (2 de setembre de 1991)
4. Call my name // Walk tall (18 de novembre de 1991)

## Dades
- Temes escrits per OMD excepte "Sailing on the seven seas" (OMD/Kershaw), "Then you turn away", "Walking on air", "Walk tall" i "All that glitters" (OMD/Kershaw/Massett) i "Neon lights" (Hütter/Schneider/Bartos).
- Veus addicionals: Carmen Daye (a "Speed of light"), Doreen Edwards (a "All she wants is everything"), Sue Forshaw (a "Sailing on the seven seas"), Ann Heston (a "Walk tall"), Christine Mellor (a "Pandora's Box") i Everly Reppion.
- Guitarra: Stuart Boyle.
- Produït per Orchestral Manoeuvres in the Dark excepte "Speed of light" (produït per Howard Gray) i "Call my name", "Walking on air" i "All that glitters" (produïts per Andy Richards).
- Enregistrat als estudis The Pink Museum i Amazon Studios (Liverpool), i The Stongroom i The Townhouse (Londres).
- Enginyers: Jeremy Allom, Phil Coxon,
- Mesclat als estudis The Roundhouse, The Townhouse i Mayfair Studios (Londres), i Larrabee Sounds (Los Angeles).
- Mesclat per Jeremy Allom, Avril MacKintosh, Alan Meyerson i Steve Williams.
- Disseny de portada: Area. Fotografia: Trevor Key. Retrat: David Sheinman.